# Giacomo Casanova
Giacomo Girolamo Casanova (2. dubna 1725, Benátky – 4. června 1798, Duchcov) byl benátský spisovatel, intrikán, špión a diplomat. Zanechal po sobě všestranné literární dílo (psané převážně ve francouzštině, zčásti v němčině a italštině), nicméně je především známý jako dobrodruh a muž, jehož jméno je synonymem pro milovníka žen a svůdce. Této pověsti se těší pravděpodobně zásluhou svého nejvýznamnějšího autobiografického díla Historie mého života (Histoire de ma vie), v němž autor bez skrupulí popisuje svá četná milostná dobrodružství.
Kromě svých společenských aktivit měl Casanova také významný vliv v oblasti matematiky a statistiky. Byl známý pro své práce na loteriích a průzkumech pravděpodobnosti i jako hazardní hráč. 
Je vnímán jako ikona libertinismu a svobodného ducha 18. století. Jeho život a příběhy byly často ztvárněny v literatuře, divadle a filmu. 

## Život

### Od narození do útěku z Piombi (1725–1756)
Giacomo Casanova se narodil v Benátkách v ulici Calle della Commedia (dnes Calle Malipiero) v sousedství kostela sv. Samuela, kde byl také pokřtěn. Jeho otcem byl Gaetano Casanova a matkou Zanetta Farussi; některé zdroje ho ale považují za nemanželského syna matky se šlechticem Michelem Grimanim. Rodiče byli herci a zdá se, že především matka byla ve své profesi úspěšná, neboť se o ní zmiňuje Carlo Goldoni ve svých Pamětech, kde ji popsal slovy: „… překrásná vdova a velice schopná žena“.  Měl čtyři sourozence, sestru a tři bratry, z nichž dva se v dospělosti stali známými malíři. Po otcově smrti v roce 1733 matka neměla na jejich výchovu čas a děti vyrůstaly v různých rodinách. Malý Giacomo, vychovávaný babičkou Marziou Farussiovou, byl křehkého zdraví. Proto ho babička jednoho dne odvezla k čarodějnici do Murana a té se podařilo vyléčit jeho potíže. Po tomto dětském zážitku ho zájem o magické praktiky provázel po celý zbytek života, ale on sám byl prvním, kdo se vysmíval důvěřivosti, s níž mnozí přijímali esoterismus. 
V devíti letech byl poslán do církevní školy v Padově. Získal všeobecné klasické vzdělání, zajímal se o historii, astronomii, matematiku, naučil se řecky a latinsky, hrál na housle. Studoval na padovské univerzitě filozofii a práva, ale o jeho absolutoriu nebyly nalezeny žádné doklady. Už během studií vedl rozmařilý život, hrál hazardní hry a zadlužil se. Casanova celý život spoléhal na osobní kouzlo, aby získal vliv, a na hazard a intriky, aby se uživil.
V roce 1742 se vrátil do Benátek, kde získal práci v advokátní kanceláři. Již od mládí projevoval sklony ke svůdnictví a romantickým dobrodružstvím. Jeho první zkušenosti s láskou a vášní začaly již v raném věku. Jeho mecenášem se stal bohatý benátský senátor Malipiero a v jeho domě získal první zkušenosti se ženami. Po babiččině smrti na krátkou dobu vstoupil do semináře. Dlouho tam pro své nemravné chování nevydržel, údajně sváděl ostatní seminaristy. Byl ze studií vyloučen a od konce března do konce července 1743 vězněn v benátské pevnosti sv. Ondřeje. Spíše než o výkon trestu, šlo o výstrahu a snahu o nápravu jeho bouřlivých prostopášných sklonů. Když se dostal na svobodu, odcestoval díky matčiným dobrým vztahům jako doprovod biskupa, který měl převzít diecézi, do města Martirano v Kalábrii. Jakmile dorazili na místo, zalekl se nejspíš Giacomo zpátečnických podmínek tohoto místa, požádal o propustku a dostal ji. Cestoval do Neapole a Říma, kde roku 1744 vstoupil do služeb kardinála Acquavivy, španělského velvyslance při Svatém stolci. Velmi brzy však musel odejít kvůli nevhodnému chování. Ve Španělském paláci, oficiální rezidenci kardinála, ukryl totiž dívku, která předtím utekla z domova. Tím skončila jeho církevní kariéra. 
Vrátil se tedy do Benátek, koupil si důstojnický patent a stal se poručíkem gardy.  Připojil se k benátskému pluku na Korfu, jeho pobyt byl přerušen krátkou cestou do Konstantinopole. Nespokojen s vyhlídkami na postup ukončil vojenskou kariéru. Po návratu do Benátek se jistou dobu živil hrou na housle v orchestru divadla San Samuele, které patřilo šlechtické rodině Grimaniů, jež po předčasné smrti otce (1733), oficiálně převzala nad Casanovou opatrovnictví. Tím se potvrdilo veřejné podezření, podle něhož jeden z Grimaniů byl pravým otcem Giacoma. Casanova sám se později k tomuto otcovství hlásil v pamfletu Né amori né donne (Ani láska, ani ženy) a zdá se, že i podobnost tváře i podoba tělesná obou dvou tuto domněnku nemálo podporovala. 
Roku 1746 došlo k setkání s urozeným Benátčanem Matteem Bragadinem, který výrazně zlepšil jeho životní podmínky. Šlechtice postihla náhlá nevolnost, Casanova mu prý svým rychlým zásahem zachránil život. Proto považoval Casanovu téměř za syna a dokud byl naživu, poskytoval mu příspěvek na výživu. Casanova formálně pracoval jako advokátní koncipient, při tom vedl život šlechtice. Skvěle se oblékal, trávil většinu času hazardními hrami a milostnými aktivitami. Styky se šlechtou však přitahovaly pozornost státních úřadů a Casanova na doporučení Bragadina po třech letech opustil Benátky v očekávání lepších časů. 
Roku 1749 potkal v Parmě jistou Henriettu, která se stala zřejmě největší láskou jeho života. Pseudonym pravděpodobně skrýval identitu jedné vznešené dámy z Aix-en-Provence, snad Adelaide de Gueidanovou (1725–1786). O totožnosti této a dalších milenek se casanovští badatelé dlouho přeli.
V roce 1750 se vydal do Francie, kde se chtěl uplatnit jako literát. V červnu roku 1750 v Lyonu Casanova vstoupil do lóže Svobodných zednářů. Nezdá se, že by toto rozhodnutí bylo motivováno ideologickou náklonností, ale spíše pragmatickým přáním získat užitečné kontakty. Dosáhl jistých úspěchů, protože mnoho osobností, které potkal během svého života patřilo mezi zednáře (Mozart a Franklin). Dva roky strávil v Paříži, kde se naučil francouzštinu, která se stala jeho literárním jazykem.
Když se vrátil do Benátek po svém dlouhém pařížském pobytu a dalších cestách do Drážďan, Prahy a Vídně, byl v noci z 25. na 26. června 1755 zatčen a uvězněn v Piombi (vězení Dóžecího paláce). Jak bylo tehdy obvyklé, nebyl odsouzenému sdělen důvod obžaloby ani doba trvání zadržení. To, jak později napsal, se ukázalo jako škodlivé, neboť kdyby býval věděl, že trest měl trvání celkového možného součtu, byl by se vystříhal smrtelného nebezpečí při pokusu o útěk, ale především nebezpečí z možného následného omezení ze strany vyšetřovatelů, kteří nezřídka operovali daleko za hranicemi Republiky. Tito soudní úředníci byli nejzřetelnějším ztělesněním svévolné moci oligarchie, která vládla Benátkám. Byli zároveň zvláštní soudním aparátem a špionážní centrálou. 
O skutečném důvodu zatčení se stále diskutuje. Jisté však je, že Casanovovo chování vedli v patrnosti agenti a ti zanechali riferty (raporty špiónů na účet policejního úřadu), které podrobně popisovaly jeho chování, především ty, které byly považovány za společensky nevhodné. Žaloba nakonec zněla: zhýralost spáchaná na vdaných ženách, zneuctění církve, oklamání několika urozených pánů a za obecně nebezpečné chování pro dobré jméno a stabilitu aristokratického režimu. Dne 12. září 1756 byl bez soudu odsouzen k pěti letům odnětí svobody.

### Od útěku z Piombi po návrat do Benátek (1756–1774)

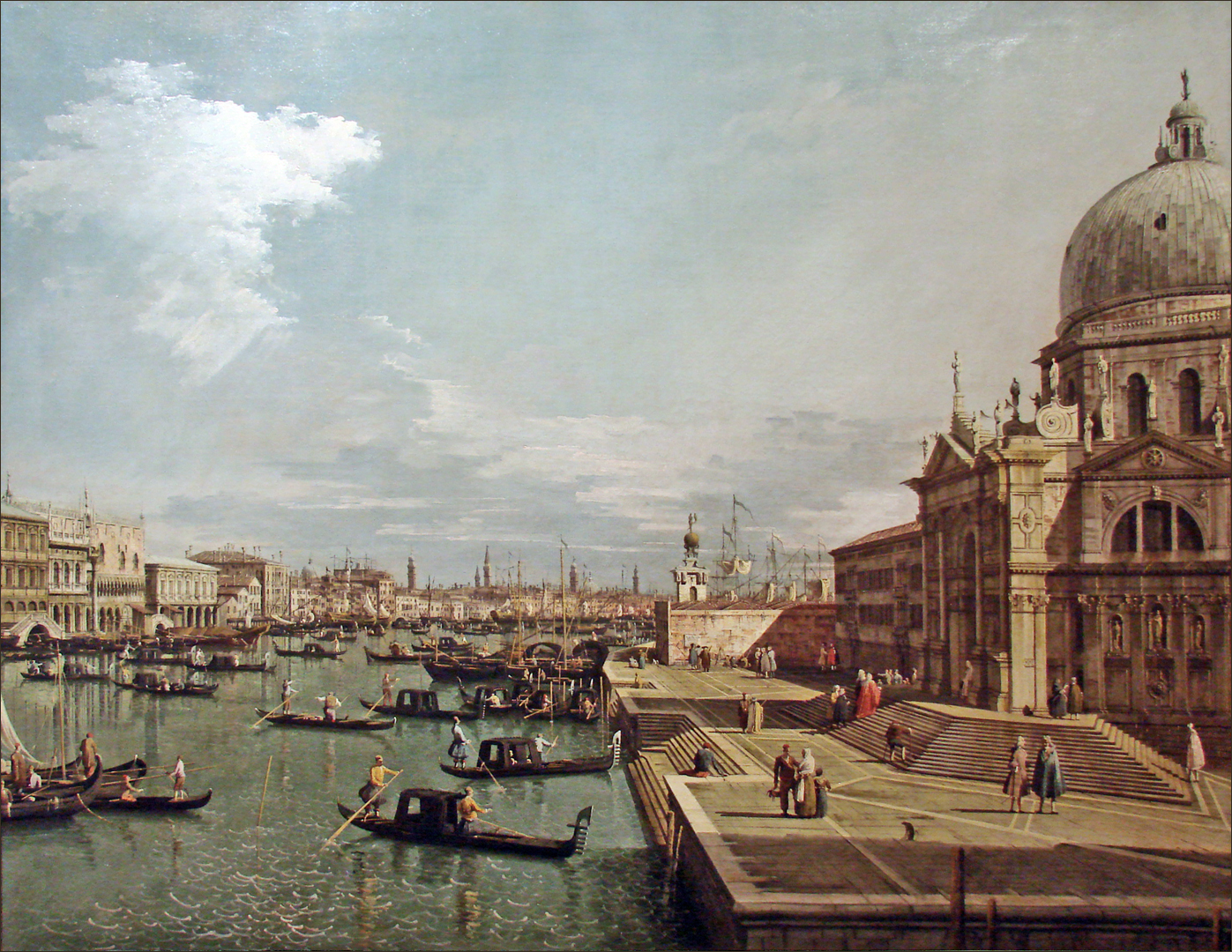
Benátky za časů G. Casanovy

Sotva se vzpamatoval ze šoku z uvěznění, začal Casanova připravovat útěk. První pokus byl zmařen přemístěním do jiné cely, avšak v noci z 31. října na 1. listopad 1756, uskutečnil svůj plán: protáhl se skrz celu v podkroví, přes otvor ve zdi vytvořený spoluvězněm, odtud vnikl na střechu a úspěšně se spustil vikýřem zpátky do interiéru paláce. Dostal se tak, v doprovodu komplice, přes několik místností, kde byl nakonec zpozorován chodcem, který se domníval, že jde o návštěvníka, který zůstal zamčený uvnitř. Chodec pak zavolal jednoho ze zaměstnanců paláce, jenž otevřel vrata a dal oběma vězňům souhlas k opuštění paláce a bleskovému odjezdu na gondole.
Rychle se nasměrovali k severu. Problém však byl, že útěk vrhal špatné světlo na benátské justiční orgány a bylo jasné, že se úřady budou všemožně snažit o znovudopadení uprchlíků. Casanova přes Bolzano, Mnichov a Štrasburk 5. ledna 1757 dorazil do Paříže, kde našel podporu a ochranu u ministra zahraničí De Bernise, kterého znal už z Parmy. O třicet let později, v roce 1787, Casanova napsal Příběh mého útěku z vězení Republiky benátské, který byl velmi populární a byl přetištěn v mnoha jazycích. Příběh zopakoval o něco později i ve svých pamětech.
V Paříži získával finance různými způsoby, pokusil se vydávat časopisy, založit textilní továrnu, vedl sázkovou kancelář. Pronikl do vysoké společnosti, seznámil se mimo jiné s markýzou Jeanne d'Urfé (1705–1775), velmi bohatou a extravagantní šlechtičnou, s níž udržoval dlouhý vztah, rozhazuje značné sumy peněz, které mu ochotně poskytovala, zcela okouzlena jeho půvabem a rozsáhlými znalostmi magických rituálů. S velkou vynalézavostí se zhostil úkolu zakladatele národní loterie, který mu svěřil král Ludvík XV. za účelem posílit státní finance. Casanova už z Benátek věděl, že to je jediný způsob, jak přimět občany ochotně odvádět poplatky do rozpočtu státu. Jeho nápad byl úředně schválen a Casanova byl jmenován Výběrčím 27. ledna 1758. V září téhož roku, byl De Bernis jmenován kardinálem. O měsíc později byl Casanova pověřen francouzskou vládou vykonáním tajné mise v Holandsku, kde úspěšně prodával státní dluhopisy. 
Poté, co přenechal své zájmy v loterii jiným, pustil se Casanova do podnikatelské operace v konkurzu (textilním podniku), který zkrachoval také vinou silných omezení exportu vzešlých z válečného konfliktu. Vzniklé dluhy ho přivedly na krátko do vězení (srpen 1759). Z ožehavé situace ho dostala intervence vlivné přítelkyně, bohaté a mocné markýzy d'Urfé. Následující roky byly ve znamení častého cestování po Evropě. Procestoval Holandsko, pak Švýcarsko, kde se setkal s Voltairem. Ve Švýcarsku začal od roku 1760 používat šlechtický titul rytíř de Seingalt. Posléze zamířil do Itálie, do Janova, Florencie a Říma. V Římě žil jeho bratr Giovanni, malíř, žák A. R. Mengse. Během pobytu u bratra byl přijat papežem Klimentem XIII., který mu udělil řád Zlaté ostruhy.
Roku 1762 se vrátil do Paříže, kde se začal znovu věnovat esoterickým praktikám společně s markýzou d'Urfé.  Avšak markýza brzy přestala věřit v možnost znovuzrození jako mladá a krásná díky magii svého nápadníka, uvědomila si, že si z ní Casanova dělá blázny a náhle přerušila všechny kontakty s tímto samozvaným čarodějem. V důsledku toho po krátkém čase opustil Paříž, kde se mu klima, které si kdysi vytvořil, stalo nesnesitelným a odcestoval do Londýna, kde byl uveden na královském dvoře.
V anglické metropoli poznal osudnou Marianne de Charpillon, mladičkou francouzskou kurtizánu a vztah s ní ho přivedl až na pokraj sebevraždy. Ale nakonec se mu podařilo se z této absurdní situace osvobodit a odcestoval do Berlína. Zde se setkal s králem Bedřichem II. Pruským, jenž mu nabídl skromný post učitele na škole kadetů. Casanova nabídku odmítl a zamířil na východ do Ruska. V Moskvě se v prosinci 1764 setkal s carevnou Kateřinou II. Velikou. Casanova dokázal využívat svých kontaktů a snadno dokázal proniknout do vysoké společnosti. Uměl brilantně konverzovat, měl nadstandardní encyklopedické vzdělání a mnoho zkušeností z cest. Zkrátka Casanova měl své veliké kouzlo a neužíval ho pouze u žen.
Roku 1766 v Polsku se stala příhoda, která Casanovu hluboce poznamenala: souboj s hrabětem Branickim kvůli sporu o čest jedné benátské baleríny. Hrabě byl významná osoba z okruhu krále Stanislava II. Poniatowského, ale Casanova hraběte vyzval na souboj s pistolemi. Oba byli zraněni a Casanova odjel přes Vratislav a Drážďany do Paříže. Zde ho však zastihl (listopad 1767) královský dokument lettre de cachet od Ludvíka XV., v němž jej panovník vyzval k opuštění země. Toto nařízení si vyžádali příbuzní markýzy d'Urfé, kteří měli v úmyslu ochránit ještě stále značný rodinný majetek. Odjel tudíž do Španělska, již v zoufalé snaze najít nějaké zastání, ale ani zde se mu nedařilo lépe: byl uvržen do žaláře pod falešnou záminkou a celá věc se táhla déle než měsíc. Opustil Španělsko a skončil v Provence, kde těžce onemocněl (leden 1769). Zde se mu dostalo pomoci od jeho někdejší milenky Henriette, jež se mezitím vdala a poté ovdověla. Rychle se vzpamatoval a znovu vycestoval, tentokrát do Říma, Neapole, Bologni, Terstu. V tomto období také zintenzívnil své styky s benátskými státními úředníky a nabídl se jako špion, aby mu byla udělena kýžená milost, která konečně přišla 3. září 1774.

### Návrat do Benátek (1774–1783)

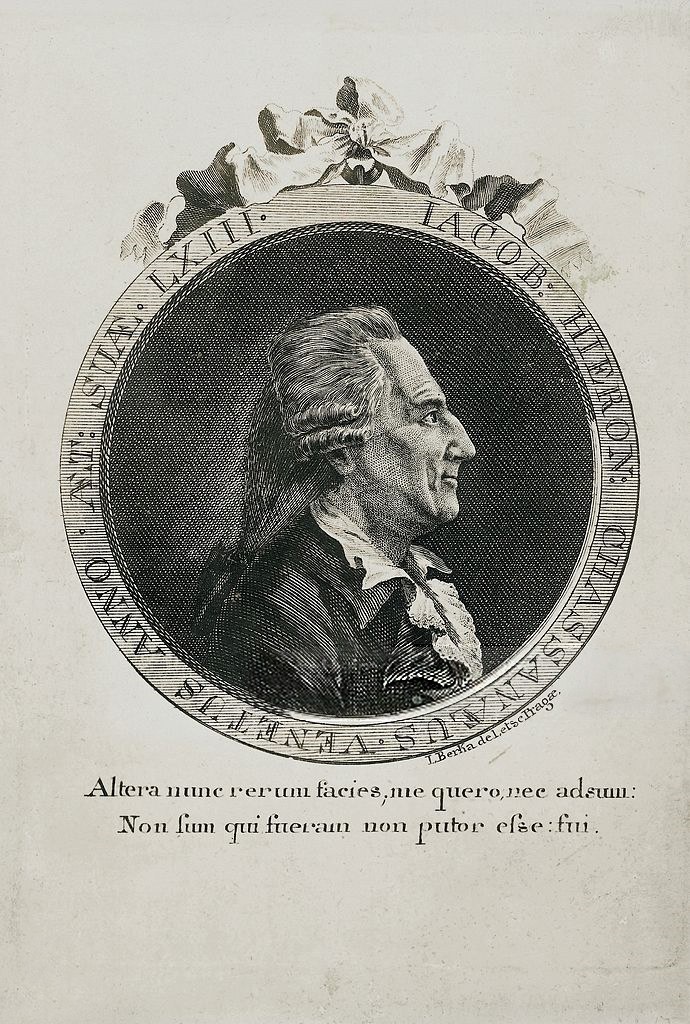
Jan Berka: Casanova (1788)

Když se Casanova po osmnácti letech vrátil do Benátek, znovu navázal stará přátelství, koneckonců nikdy nepřerušená díky velice intenzivní korespondenci. Odměny, které získával za své služby státním úřadům coby špión (udavač), byly nízké a nestačily na krytí jeho životního stylu. Jeho Hlášení nebyla nijak zvláště zajímavá a spolupráce byla nakonec přerušena z důvodu „slabého přínosu“. 
Když se ocitl bez finanční podpory zvenčí, začal se věnovat spisovatelským aktivitám, a při tom používal svou širokou síť známostí, aby zajistil publikaci svého díla. Publikoval čtyři svazky překladu Iliady, ale finanční výnos byl slabý. 
V roce 1779 Casanova navázal vztah s Francescou Buschiniovou, velmi prostou a nevzdělanou dívkou, která mu po jeho druhém vyhoštění z Benátek léta psala dopisy (nalezené v Duchcově) s dojemnou upřímností a něhou,. Toto byl poslední významný vztah G. Casanovy a on k této ženě velmi přilnul. S Francescou udržoval čilou korespondenci a kromě toho jí celé roky nadále platil činži za dům v Barbaria delle Tole, v němž společně žili, a posílal jí směnky na nevelké částky peněz.
V následujících letech publikoval další díla a snažil se protloukat jak nejlépe mohl. Ale jeho bouřlivá povaha mu způsobila velkou nepříjemnost: teatrálně urazil v domě Grimaniho jistého Carlettiho, se kterým se přel ohledně peněz. Ale protože pán domu se přiklonil na stranu Carlettiho, Casanova se urazil. Rozhodl se sepsat jako pomstu pamflet, Né amori né donne, ovvero la stalla ripulita (Ani láska ani ženy, aneb vyčištěný chlév) v němž prohlásil, že právě on je skutečným synem Michele Grimaniho. Za urážku benátské aristokracie byl Casanova donucen k poslednímu a definitivnímu exilu. 

### Konec života v Duchcově (1783–1798)

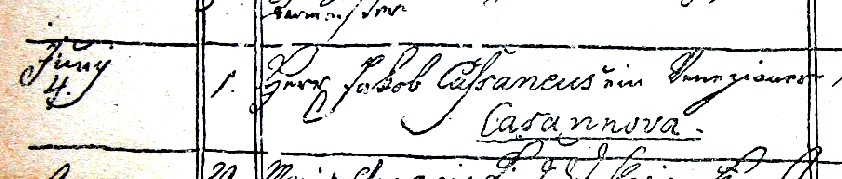
Záznam o úmrtí Casanovy v duchcovských análech

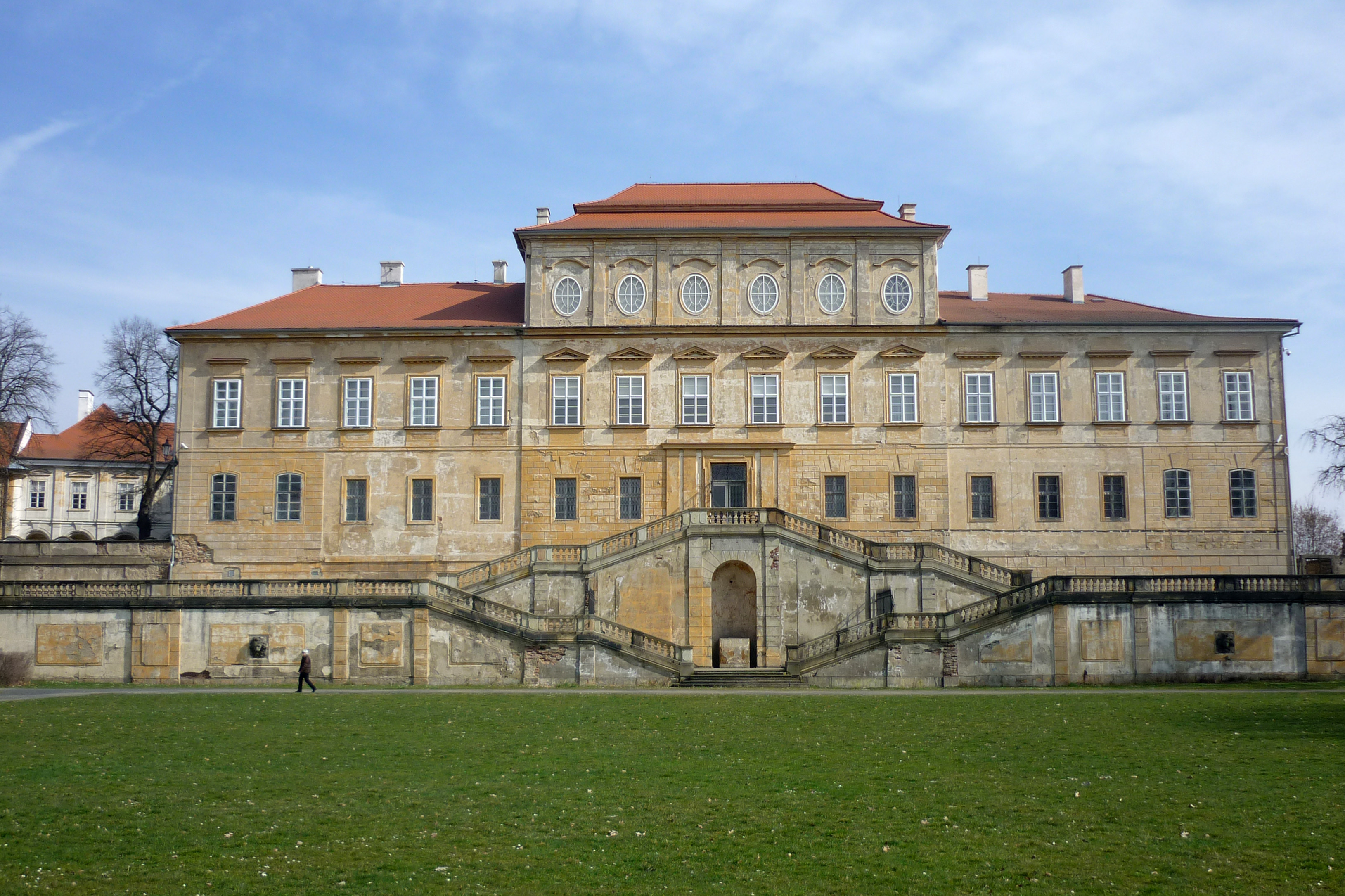
Duchcovský zámek, kde Casanova strávil posledních 13 let života

Benátky opustil v lednu 1783 a odjel do Vídně. Nějakou dobu dělal sekretáře benátského velvyslance Foscariniho a po jeho smrti přijal v roce 1785 pozvání hraběte Josefa Karla Eusebia z Valdštejna na jeho panství v Čechách. Na zámku v Duchcově strávil poslední roky svého života jako knihovník. Přestože práce nabízela hmotné zajištění a dobrý plat, Casanova popisuje své poslední roky jako nudné a frustrující. S Valdštejnem si příliš nerozuměl a u zámeckého personálu byl neoblíbený. Zpestřením mu byly příležitostné návštěvy Výmaru, Drážďan nebo Prahy. 
Trpěl depresemi a dokonce uvažoval o sebevraždě. Jeho poslední útěchou, kromě velkého množství dopisů od benátských přátel, již ho zpravovali o dění v jeho rodném městě, bylo sepisování díla Histoire de ma vie, autobiografie, jež pohltila všechny jeho zbývající síly. Psal ji v letech 1791–1798 ve vytrvalém zanícení, téměř jako by chtěl předejít smrt, kterou už cítil přicházet. Kromě toho napsal v Duchcově i další prozaická díla, román a divadelní hry.

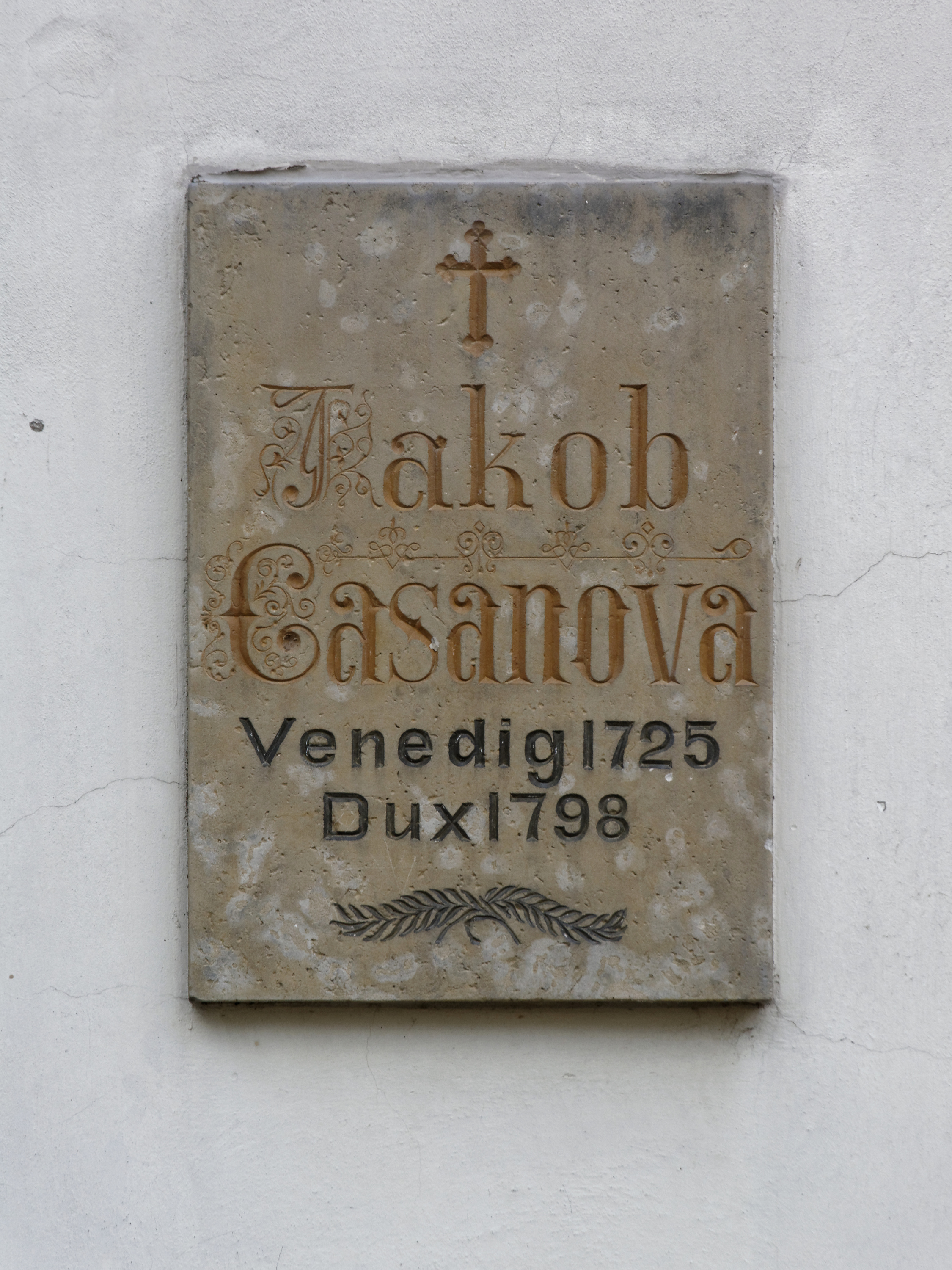
Pamětní deska u vchodu do kaple svaté Barbory v Duchcově

Počátkem roku 1798 se jeho zdraví náhle zhoršilo. Zemřel na zámku za přítomnosti hraběte Valdštejna a knížete de Ligne 4. června 1798. Jeho poslední slova prý byla: „Žil jsem jako filosof, ale umírám jako křesťan.“ Byl pohřben v Duchcově na hřbitově u kaple svaté Barbory. Postupem času byl hrob zapomenut a jeho umístění zůstává neznámé.
Při svých dobrodružstvích na dvorech a v salónech se Casanova stal svědkem okamžiku epochální změny. Setkal se s mnohými z tehdejších velikánů a tato setkání popsal. Byly mezi nimi osobnosti jako Rousseau, Voltaire, Madame de Pompadour, Franklin, Mozart, Kateřina Veliká, Fridrich II. Veliký. Casanova se však nikdy neztotožnil s duchem doby, který se obracel ke všemu novému, co pohánělo minulost k nevídaným možnostem budoucnosti. Zůstal zakotven až do smrti ve starém myšlení, v té vrstvě společnosti, z níž byl již od narození vyloučen svým původem, ale do níž se zoufale snažil patřit, přestože ta už pomalu spěla k zániku.

## Dílo

### Historie mého života
Jeho nejslavnější dílo je Histoire de ma vie (Historie mého života), jež bylo napsáno ve francouzštině. Volba jazyka byla určena tak, aby byl autor co nejvíce uznáván, tedy pouze z důvodu veřejného rozšíření díla, neboť v tehdejší době byla francouzština nejpoužívanějším jazykem v Evropě. Jist si nesmrtelností svého díla, nebo ve snaze zajistit si ji, psal Casanova v jazyce] u nějž byla největší naděje, že nalezne největší možné množství potenciálních čtenářů. 
Mnoho menších děl však napsal v italštině, snad proto, že si byl vědom toho, že ty se nikdy nestanou tak významným dílem jako jeho autobiografie. (Za zmínku v této souvislosti stojí analogie s dalším slavným Benátčanem, Casanovovým současníkem, Carlem Goldonim, jenž si vybral stejný způsob psaní vlastního životopisu ve francouzštině.)
Casanovův životopis je z hlediska literární hodnoty důležitým dokladem pro dějiny oblékání, snad jedním z nejdůležitějších literárních děl vykreslujících běžný denní život v Evropě v 18. století. Jde o popis, jenž je z důvodu autorových známostí a vzhledem k omezenému okruhu možných čtenářů zaměřen hlavně na vrchní vrstvy tehdejší doby, tedy šlechta a měšťanstvo, což ovšem neomezuje jeho zájem o ostatní osoby a postavy, které jsou z nějakého důvodu podstatné, zde jsou vyobrazeny velmi barvitě. Čtení tohoto díla je velmi důležitý nástroj k poznávání běžné reality tehdejších mužů a žen a k pochopení každodenního života pohledem zevnitř. Poskytuje mnoho informací o historické a hospodářské situaci tehdejší společnosti, filozofických směrech, umění a životním stylu nejrůznějších společenských vrstev. Končí jeho návratem do Benátek po amnestii v roce 1774.
Mnozí tvrdili, že postavy popsané v Pamětech jsou skutečné. Autor se v popisech musel chránit jistou obezřetností, často vdané ženy musely být zmíněny iniciálami nebo smyšlenými jmény, mnohdy jim mírně pozměnil věk z galantnosti nebo z ješitnosti autora, jenž nerad hovořil o avantýrách s obezřetnými ženami z tehdejšího pohledu ve zralém věku, ale obecně jsou osoby identifikovatelné a také zmíněné činy se jeví jako pravdivé a doložitelné. Nespočet zjištění a ověřených zpráv potvrdil jeho příběhy.
Pokud došlo k nějaké nepřesnosti či omylu, na vině může být také to, že v době, kdy byly psány Paměti, uplynulo od samotných událostí mnoho let a jakkoli si autor eventuálně vypomáhal deníky či záznamy, nebylo vůbec snadné seřadit chronologicky všechny události. Čas od času se však autor nechal unášet vlastní teatrální představou věcí a nezříká se jistých „divadelních kousků“.
Důvěryhodnost Casanovova vyprávění je sporná. Je obtížné nebo v mnoha případech nemožné odhadnout, zda popisované vztahy s mnoha osobnostmi odpovídají skutečným událostem. Někteří badatelé se domnívají, že do korpusu Pamětí vložil pasáže zcela románové, čistě smyšlené, i když postavené na historických osobách, skutečně přítomných na místech v inkriminované době.
Nejpodivnější případ je ten popisující vztah Casanovy se „suor M.M.“ a následné styky s velvyslancem Francie De Bernisem. Zde se jedná o jednu z nejhodnotnějších částí z pohledu literárního a stylistického. Rytmus vyprávění je velice kompaktní a emotivní napětí postav mimořádně reálné. Podle některých badatelů je vyprávění absolutně pravdivé a opakovaně se pokoušejí rozkrýt tajemství totožnosti oné ženy, podle jiných je příběh čistou fikcí a je založen na důvěrnostech velvyslancova kuchaře (jakýsi Rosier), kterého znal Casanova skutečně velmi dobře.
Casanova na tomto díle pracoval v letech 1791–1798. Často se vracel k již napsaným kapitolám, některé části zničil a znovu přepracoval. První dvanáctisvazkové vydání vyšlo v letech 1822–1829 v německém překladu v Lipsku. Nakladateli nabídl rukopis o 600 stranách Casanovův synovec v roce 1820. V češtině vyšlo několik svazků v roce 1911, ale po smrti nakladatele J.Pelcla zůstalo dílo neúplné.

### Ostatní literární práce
Před svým příchodem do Duchcova měl Casanova jisté jméno jako spisovatel, především politicko-historických próz a pamfletů. Mezi významnější patří 
- 1769 – Confutazione della Storia del Governo Veneto d'Amelot de la Houssaie, Amsterdam (Lugano) – třísvazkové dílo je obhajobou benátské vlády
- 1774 – Istoria delle turbolenze della Polonia. Gorizia – dějiny polských bouří od smrti Alžběty Petrovny až k míru mezi Polskem a Tureckem

V roce 1778 vyšel v Benátkách jeho překlad Homérovy Illiady. Další práce (pojednání, pamflety, divadelní hry) psal v Duchcově většinou ve francouzštině. Kromě románové autobiografie Historie mého života jsou to hlavně prózy
- 1778 – Icosaméron, ou Histoire d'Édouard et d'Élisabeth qui passèrent quatre-vingts un ans chez les Mégamicres, habitants aborigènes du Protocosme dans l'intérieur de nôtre globe. Praha – utopický román je vlastně popisem říše Megamikrů, kde strávili sourozenci Eduard a Elisabeth 81 let a vyjadřuje autorovu představu o šťastném světě
- 1788 – Histoire de ma fuite des prisons de la République de Venise qu'on appelle les Plombs. Lipsko – historie útěku z vězení v Benátkách.

## Casanova v umění
- Poslední růže od Casanovy, 1966 – film Václava Kršky
  - herci: Felix le Breux a Milena Dvorská
- Casanova (Il Casanova di Federico Fellini), 1976 – film Federica Felliniho
  - herci: Donald Sutherland a Tina Aumont
- Karl Gassauer: Casanova na duchcovském zámku (Casanova auf Schloß Dux), někdy pod zkráceným názvem Casanova – divadelní hra. Provedení v Čechách (výběr):
  - herci: Miroslav Macháček a Emma Černá
  - herci: František Němec a Johanna Tesařová, Režie: Tomáš Vondrovic, 2004
- Casanova nebo Trautzl?! – komická opera o dvou dějstvích Jana Zástěry, Davida Kříže a Renaty Fraisové z roku 2015.
- Marina Cvetajeva: Dobrodružství (Priključenie), někdy pod názvem Casanova – divadelní hra z roku 1919.
- Marina Cvetajeva: Fénix (Feniks) – divadelní hra z roku 1918-1919.

## Památky
- V duchcovském zámku vznikla badatelna specializovaná na osobnost Giacoma Casanovy. Muzeum města Duchcova v roce 2020 otevřelo pro veřejnost expozici nazvanou „Já Giacomo Casanova“.[13]
- V roce 2018 bylo v Palazzo Pesaro Papafava v Benátkách otevřeno muzeum Giacoma Casanovy.[14]